# Тамара Драгић
Тамара Драгић (Београд, 14. октобар 1989) је српска поп-фолк певачица која се прославила у деветој сезони такмичења Звезде Гранда. Девојачко име јој је Милојевић. Завршила је Факултет музичке уметности Универзитета уметности у Београду, и држала приватно часове клавира и солфеђа. Радила је као стјуардеса у Ер Србији.
Певала је пратеће вокале Жељку Јоксимовићу. Била је члан жирија емисије Никад није касно. Била је удата за музичара Александра Драгића од ког се развела.

## Дискографија

### Синглови
- Љубав на грам (2015)[4]
- Неко као ти (2017)
- Блуза (2017)
- Друга жена (2018)
- Мерцедес (2019)
- Не видим очима (2020) дует са Сандром Прслук бенд
- Девиза (2021)
- Цар (2022)[5]
- Што ти сина нисам родила (2024) обрада песме Неде Украден